# Vladislav Ozerov
Pour les articles homonymes, voir Ozerov.
Vladislav Aleksandrovitch Ozerov (en russe : Владислав Александрович Озеров), né le 30 septembre 1769 (11 octobre dans le calendrier grégorien) à Borki, domaine familial dans le gouvernement de Tver et mort au même endroit le 5 septembre 1816 (17 septembre dans le calendrier grégorien), est un poète et dramaturge russe, surtout connu au début du XIXe siècle pour ses tragédies. Il était surnommé le « Racine russe ».

## Biographie
Son père, Alexandre Irinarkhovitch Ozerov, est directeur du département des forêts au ministère des finances; sa mère est la fille du comte Bloudov. Elle meurt jeune et le père de Vladislav Ozerov - devenu veuf - se remarie. Il est élevé au premier corps de cadets de Saint-Pétersbourg, appelé alors corps impérial terrestre de la noblesse. Il a comme professeur de lettres Iakov Kniajnine et comme condisciple Sergueï Glinka.
Ozerov combat pendant la Guerre russo-turque de 1787-1792, puis il est nommé aide-de-camp du chef du premier corps de cadets, le comte d'Anhalt, et commence lui-même à enseigner. Il compose des vers pour la mort du comte d'Anhalt en 1794; et fait paraître un volume de poésies la même année, mais le détruit ensuite, si bien qu'il n'est pas parvenu jusqu'à nous. Il publie aussi une traduction du français en russe d'Héloïse et Abélard, qui n'est pas sans écho avec sa vie privée. Ensuite il entre comme fonctionnaire au sénat, puis au département des forêts. Sous le règne de Paul Ier, il est toujours en poste au département des forêts, mais dans les rangs de l'armée. Il est nommé général-major en 1800 et prend sa retraite l'année suivante. En 1803, il retourne au département des forêts, mais cette fois-ci dans le civil avec le rang de conseiller d'État effectif.
Du point de vue littéraire, Ozerov appartient au cercle d'Alexeï Olenine, avec lequel il entretient des liens d'amitié tout le long de sa vie. Il reçoit la renommée en tant qu'auteur de tragédies en vers, respectant la règle classique des trois unités, mais empreintes de sentimentalisme romantique. Il en est ainsi par exemple de Iaropolk et Oleg (1798, publication posthume), Œdipe à Athènes (1804, selon la pièce de Sophocle d'après une adaptation en français de Jean-François Ducis, Œdipe chez Admète); les contemporains voient dans le sujet de la pièce une allusion à la participation du futur Alexandre Ier au complot qui aboutit à l'assassinat de son père, mais l'empereur Alexandre s'est déplacé en personne pour voir la pièce. Ozerov est aussi l'auteur de Finhal (1805, épopée celtique d'après Mac Pherson), de Dimitri Donskoï (1807) et de Polyxène (1809). Sa tragédie Dimitri Donskoï dont l'intrigue se passe autour de la bataille de Koulikovo avec une histoire d'amour entre le prince Dimitri, Xénia et le prince de Tver, remporte un immense succès dans la société de l'époque, sur fond de guerres napoléoniennes en Europe et notamment après la bataille d'Eylau. Cependant la pièce donne lieu aussi à des réflexions sarcastiques et à des parodies. Derjavine accueille au début favorablement les œuvres d'Ozerov avec qui il est ami au moins depuis 1798, mais ensuite après Finhal leur relation se gâte.
En 1809, Ozerov prend sa retraite du service armé après quelques désagréments, mais à cause d'une raison inconnue ne reçoit pas de pension de la part de l'empereur Alexandre (qui l'avait pourtant protégé autrefois). Cela l'oblige à quitter la capitale impériale et à se retirer dans ses terres de Borki, où il écrit sa dernière tragédie Polyxène, ôtée de la scène après la seconde représentation; sans doute à cause de la défaveur du public où selon d'autres à cause de la ressemblance de certaines scènes avec la situation familiale de l'empereur. Il n'écrit plus de pièces, se contente de suivre la vie littéraire pétersbourgeoise, mais vers 1812 sa condition psychique se dégrade et il meurt quatre ans plus tard ayant perdu l'usage de la parole dans les dernières années.
Dans les cercles de la société littéraire Arzamas, il circulait un mythe à propos d'Ozerov selon lequel il aurait été chassé de la capitale et mené au tombeau à cause de la détestation à son encontre de plusieurs personnes, en premier lieu desquelles le prince Chakhovskoï. À l'inverse, parmi ses admirateurs l'on comptait le prince Wiazemsky qui écrivit plusieurs travaux littéraires et biographiques sur Ozerov. Le premier parut après la mort d'Ozerov en 1816-1817. En revanche Pouchkine n'aimait pas l'œuvre d'Ozerov qu'il trouvait « médiocre » y voyant trop de « froideur » et de convenances avec des intrigues lointaines manquant d'aspect « national ». Dans son Eugène Onéguine, Pouchkine indique qu'« Ozerov partageait les hommages involontaires du public en larmes avec les applaudissements donnés à la jeune Semionova. » Ce qui signifie que le succès de sa pièce n'était pas dû à ses qualités littéraires, mais au jeu de la jeune actrice Ekaterina Semionova. D'un autre côté le poète Mandelstam écrit un siècle plus tard des louanges à son égard:

« ...Неправильно наложена опала

На автора торжественных стихов <…>

Что делать нам в театре полуслова 

И полумаск, герои и цари? 

И для меня явленье Озеро́ва — 

Последний луч трагической зари. »

Selon l'avis de D. S. Mirsky : « l'unique dramaturge qui soit doué à cette époque, le Karamzine de la scène, c'est le poète Vladislav Alexandrovitch Ozerov (...) Ozerov a conservé les formes classiques, en particulier les vers en alexandrin, tout en essayant d'instiller une forme de nouvelle sensibilité. Cette atmosphère sensible et soignée, jointe à la douceur des vers dans le genre de Karamzine, c'était tout ce qui plaisait au public dans les tragédies d'Ozerov (...) Polyxène ne remporta pas un tel succès, mais c'est en substance la meilleure de ses œuvres et, sans aucun doute, la meilleure des tragédies russes qui soit formée selon le modèle classique français. L'intrigue est déployée de manière généreuse et virile, et la tragédie met vraiment en vie toute l'atmosphère de L'Iliade. »